# Lajer (Penawangan)
Lajer is een bestuurslaag in het regentschap Grobogan van de provincie Midden-Java, Indonesië. Lajer telt 6689 inwoners (volkstelling 2010).